# تين زنجباري
تين زنجباري (الاسم العلمي:Ficus sansibarica) هو نوع من النباتات يتبع جنس التين من الفصيلة التوتية.

## معرض صور

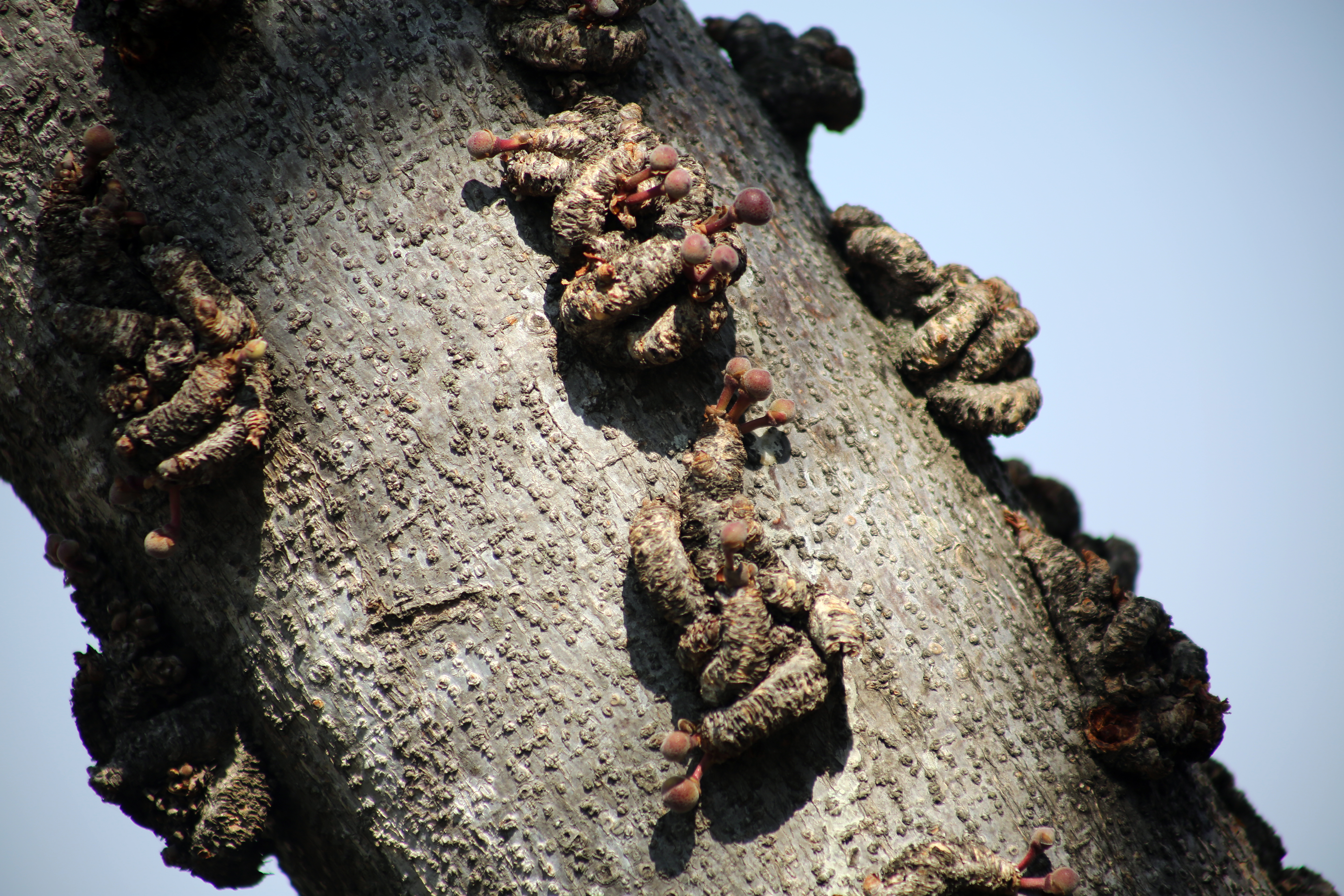
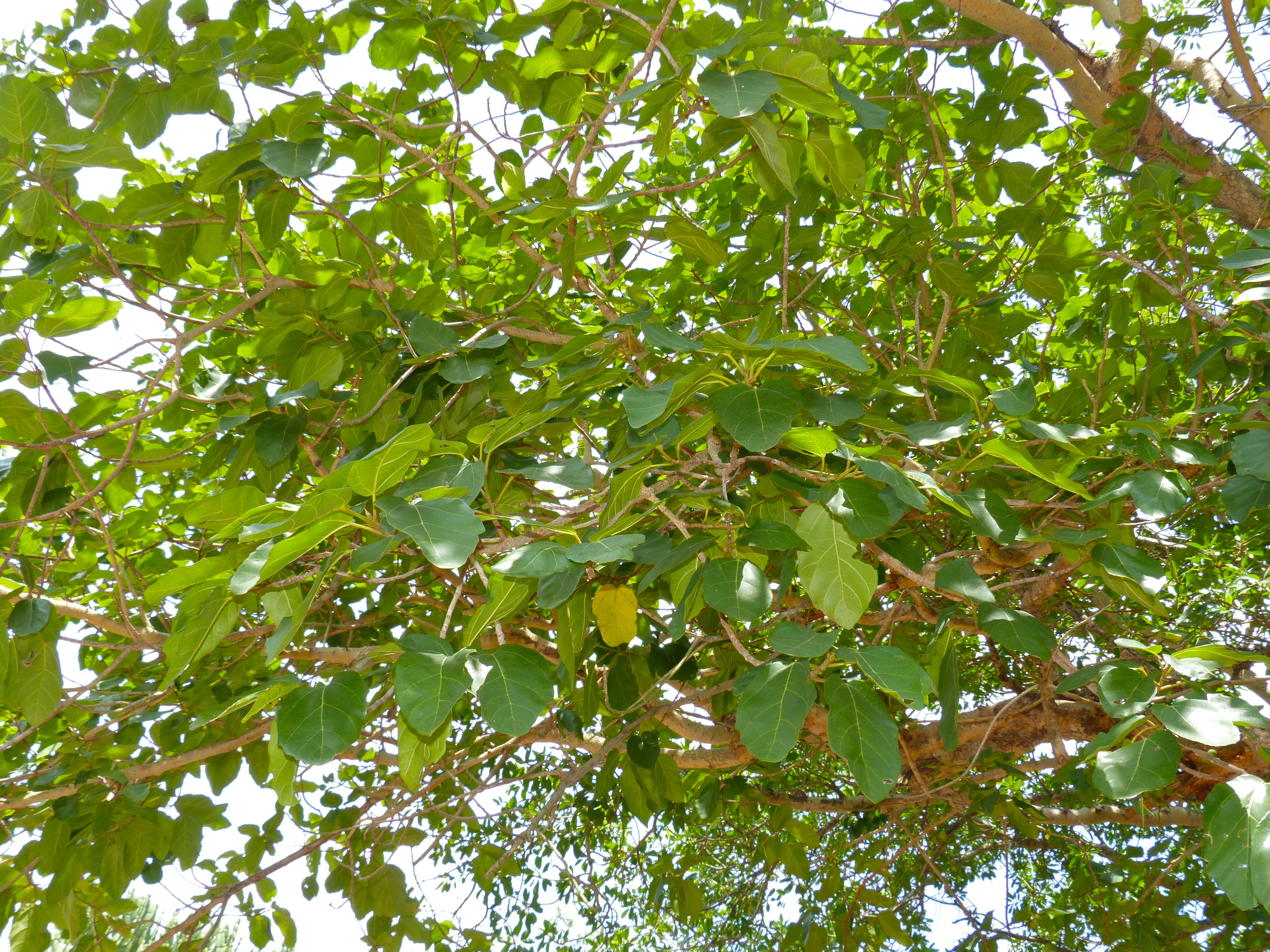
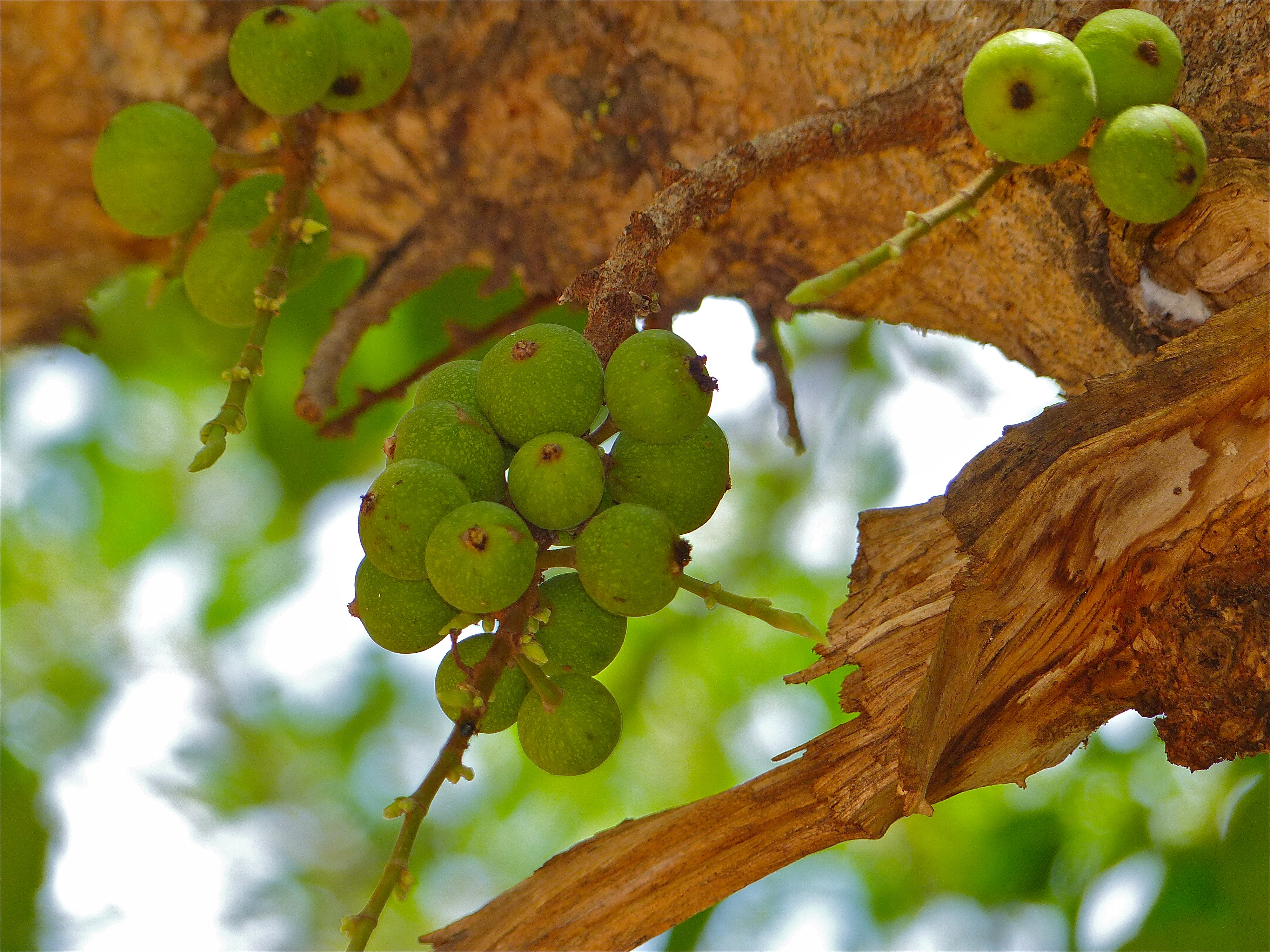